# Gormonda de Monpeslier
Gormonda de Monpeslier (fl....1226-1229) fou una trobairitz occitana.

## Vida
No es conserva cap vida de Gormonda de Monpeslier ni documents que ens donin informació sobre la seva persona. Tal com indica el seu nom, hauria estat originària de Montpeller. La cronologia de la seva producció poètica es basa en el fet que la seva única poesia conservada és una resposta a un sirventès de Guilhem Figueira i els fets històrics als quals s'al·ludeix.

## Obra
L'única obra coneguda de Gormonda és un sirventès de tipus polític. És l'únic sirventès polític que es conserva escrit per una trobairitz, cosa que hi ha atret l'atenció dels estudiosos. El sirventès és una resposta al de Guilhem Figueira en què criticava violentament Roma. Gormonda respon en 20 estrofes que segueixen la mètrica del sirventès de Guilhem; gairebé totes s'inicien amb el mot Roma adreçant-se a la ciutat com a personificació de l'Església. Gormonda justifica la croada (vv. 43-44: Piegz de Sarrazis e de pus fals coratge / Heretjes mesquis son "els heretges són mesquins i pitjors que sarraïns i més falsos de cor") i ataca el comte Raimon de Tolosa.
- (177,1)[2] Greu m'es a durar, quar aug tal descrezensa (resposta a 217,2 de Guilhem Figueira: D'un sirventes far en est son que m'agenssa)